# Cunani (Calçoene)
Cunani é um distrito do município brasileiro de Calçoene, no estado do Amapá. Segundo o censo demográfico de 2022, realizado pelo Instituto Brasileiro de Geografia e Estatística (IBGE), sua população era de 917 habitantes e havia 265 domicílios particulares permanentes ocupados. Foi criado pela lei federal nº 3.055 de 22 de dezembro de 1956.
De acordo com o IBGE, em 2010 a população era de 940 habitantes e havia 343 domicílios particulares.